# Střední vrch
Střední vrch är en kulle i Tjeckien.   Den ligger i regionen Liberec, i den norra delen av landet, 80 km norr om huvudstaden Prag. Toppen på Střední vrch är 593 meter över havet, eller 133 meter över den omgivande terrängen. Bredden vid basen är 1,3 km.
Terrängen runt Střední vrch är huvudsakligen lite kuperad.Runt Střední vrch är det tätbefolkat, med 459 invånare per kvadratkilometer. Närmaste större samhälle är Děčín, 18,5 km väster om Střední vrch. I omgivningarna runt Střední vrch växer i huvudsak blandskog.